# Filippo II di Schaumburg-Lippe
Filippo II Ernesto di Schaumburg-Lippe (Rinteln, 5 luglio 1723 – Bückeburg, 13 febbraio 1787) fu sovrano delle contee di Lippe-Alverdissen e Schaumburg-Lippe.

## Biografia
Nato a Rinteln, Filippo era figlio di Federico Ernesto di Lippe-Alverdissen (1694-1777) e di sua moglie Elizabeth Philippine von Friesenhausen.
Egli succedette al padre come conte di Lippe-Alverdissen nel 1749 e governò sulla contea sin quando non ricevette i territori dello Schaumburg-Lippe a seguito della morte del cugino, Guglielmo, il 10 settembre 1777. Regnò sulla contea sino alla morte, sopravvenuta il 13 febbraio 1787 quando gli succedette l'unico figlio sopravvissutogli, Giorgio Guglielmo, terzogenito del secondo matrimonio.

## Matrimonio e figli
Filippo II sposò in prime nozze, il 6 maggio 1756 a Weimar, la Duchessa Ernestina Albertina di Sassonia-Weimar, figlia di Ernesto Augusto I di Sassonia-Weimar (1727-1769), dalla quale ebbe i seguenti eredi:
- Clemente Augusto (nato e morto nel 1757)
- Carlo Guglielmo Federico Ernesto (1759-1780), Conte di Lippe-Alverdissen, senza eredi
- Giorgio (1760-1776)
- Federica (1762-1777)

Alla morte della prima moglie, si risposò il 10 ottobre 1780 a Philippsthal con la Landgravia Giuliana d'Assia-Philippsthal (1761-1799), figlia di Guglielmo d'Assia-Philippsthal, dalla quale ebbe i seguenti eredi:
- Eleonora Luisa (1781-1783)
- Guglielmina (1783-1858), sposò il Conte Ernesto di Münster
- Giorgio Guglielmo (1784-1860), sposò la principessa Ida di Waldeck e Pyrmont e divenne il primo Principe Sovrano di Schaumburg-Lippe
- Carolina (1786-1846)

## Ascendenza
|                                                      |                                   |                                                       | Genitori                                         |  |  | Nonni |  |  | Bisnonni                      |  |  | Trisnonni          |  |
|                                                      |                                   |                                                       |                                                  |  |  |       |  |  | Filippo I di Schaumburg-Lippe |  |  | Simone VI di Lippe |  |
|                                                      |                                   |                                                       |                                                  |  |  |       |  |  | Filippo I di Schaumburg-Lippe |  |  | Simone VI di Lippe |  |
|                                                      |                                   | Elisabetta di Holstein-Schaumburg                     |                                                  |  |  |       |  |  | Filippo I di Schaumburg-Lippe |  |  |                    |  |
| Filippo Ernesto I di Lippe-Alverdissen               |                                   |                                                       |                                                  |  |  |       |  |  | Filippo I di Schaumburg-Lippe |  |  |                    |  |
|                                                      |                                   | Sofia d'Assia-Kassel                                  | Maurizio d'Assia-Kassel                          |  |  |       |  |  |                               |  |  |                    |  |
|                                                      |                                   | Sofia d'Assia-Kassel                                  | Maurizio d'Assia-Kassel                          |  |  |       |  |  |                               |  |  |                    |  |
|                                                      |                                   | Sofia d'Assia-Kassel                                  | Giuliana di Nassau-Dillenburg                    |  |  |       |  |  |                               |  |  |                    |  |
| Federico Ernesto di Lippe-Alverdissen                |                                   | Sofia d'Assia-Kassel                                  |                                                  |  |  |       |  |  |                               |  |  |                    |  |
|                                                      |                                   | Augusto Filippo di Schleswig-Holstein-Sonderburg-Beck | Alessandro di Schleswig-Holstein-Sonderburg-Plön |  |  |       |  |  |                               |  |  |                    |  |
|                                                      |                                   | Augusto Filippo di Schleswig-Holstein-Sonderburg-Beck | Alessandro di Schleswig-Holstein-Sonderburg-Plön |  |  |       |  |  |                               |  |  |                    |  |
|                                                      |                                   | Augusto Filippo di Schleswig-Holstein-Sonderburg-Beck | Dorotea di Schwarzburg-Sondershausen             |  |  |       |  |  |                               |  |  |                    |  |
| Dorotea Amalia di Schleswig-Holstein-Sonderburg-Beck |                                   | Augusto Filippo di Schleswig-Holstein-Sonderburg-Beck |                                                  |  |  |       |  |  |                               |  |  |                    |  |
|                                                      |                                   | Marie Sibilla di Nassau-Saarbrücken                   | Guglielmo Luigi di Nassau-Saarbrücken            |  |  |       |  |  |                               |  |  |                    |  |
|                                                      |                                   | Marie Sibilla di Nassau-Saarbrücken                   | Guglielmo Luigi di Nassau-Saarbrücken            |  |  |       |  |  |                               |  |  |                    |  |
|                                                      |                                   | Marie Sibilla di Nassau-Saarbrücken                   | Anna Amalia di Baden-Durlach                     |  |  |       |  |  |                               |  |  |                    |  |
| Filippo II di Schaumburg-Lippe                       |                                   | Marie Sibilla di Nassau-Saarbrücken                   |                                                  |  |  |       |  |  |                               |  |  |                    |  |
|                                                      | Johan Christoph von Friesenhausen | Christoph von Friesenhausen                           |                                                  |  |  |       |  |  |                               |  |  |                    |  |
|                                                      | Johan Christoph von Friesenhausen | Christoph von Friesenhausen                           |                                                  |  |  |       |  |  |                               |  |  |                    |  |
|                                                      | Johan Christoph von Friesenhausen | Catharina Donop                                       |                                                  |  |  |       |  |  |                               |  |  |                    |  |
| Philipp Siegmund von Friesenhausen                   | Johan Christoph von Friesenhausen |                                                       |                                                  |  |  |       |  |  |                               |  |  |                    |  |
|                                                      |                                   | Catharina Huberta von Westfalen                       | Frederik Johan von Westfalen                     |  |  |       |  |  |                               |  |  |                    |  |
|                                                      |                                   | Catharina Huberta von Westfalen                       | Frederik Johan von Westfalen                     |  |  |       |  |  |                               |  |  |                    |  |
|                                                      |                                   | Catharina Huberta von Westfalen                       | Clara Elisabeth von Ensse                        |  |  |       |  |  |                               |  |  |                    |  |
| Elizabeth Philippine von Friesenhausen               |                                   | Catharina Huberta von Westfalen                       |                                                  |  |  |       |  |  |                               |  |  |                    |  |
|                                                      |                                   | Arnold Ludwig von Ditfurth                            | Ernst Ludwig von Ditfurth                        |  |  |       |  |  |                               |  |  |                    |  |
|                                                      |                                   | Arnold Ludwig von Ditfurth                            | Ernst Ludwig von Ditfurth                        |  |  |       |  |  |                               |  |  |                    |  |
|                                                      |                                   | Arnold Ludwig von Ditfurth                            | Osterheld von Ditfurth                           |  |  |       |  |  |                               |  |  |                    |  |
| Sophie Elizabeth von Ditfurth                        |                                   | Arnold Ludwig von Ditfurth                            |                                                  |  |  |       |  |  |                               |  |  |                    |  |
|                                                      |                                   | Margarete Elisabeth von Greussen                      |                                                  |  |  |       |  |  |                               |  |  |                    |  |
|                                                      |                                   |                                                       |                                                  |  |  |       |  |  |                               |  |  |                    |  |
|                                                      |                                   |                                                       |                                                  |  |  |       |  |  |                               |  |  |                    |  |
|                                                      |                                   |                                                       |                                                  |  |  |       |  |  |                               |  |  |                    |  |